# سوني أريكسون إكسبيريا آرك
سوني إريكسون Arc (المعروف أيضاً بسوني إريكسون أنزو أو سوني إريكسون X12) هو هاتف ذكي يعمل بنظام أندرويد. أطلق في 1 أبريل 2011 في أوروبا. زود الجهاز بشاشة ذات مقاس 4.2 بوصة تعمل باللمس. محرك Mobile BRAVIA الذي يقوم بتحسين الصور لتحاكي الواقع. معالج 1 جيجاهيرتز Qualcomm MSM8255. ذاكرة عشوائية 512 ميجابايت. كاميرا بدقة 8.1 ميجابكسل. ذاكرة داخلية 1 جيجابايت (مساحة للمستخدم تصل لغاية 320 ميجابايت) مع خيار إضافة ذاكرة خارجية من نوع MicroSD تصل لغاية 32 جيجابايت. بالإضافة إلى مخرج واجهة متعدد الوسائط عالي الوضوح. وهو متوفر إما بالأزرق الداكن أو الفضي الضبابي (كما تم إطلاق نسخة ساكورا الوردي وهو متوافر باليابان فقط).

## نبذة عنه
جهاز Arc يعمل بنظام أندرويد 2.3 كعكة زنجبيل (بالعربية: كعك الزنجبيل) مع تكنولوجيا برافيا التي تعرض الصور لتحاكي الواقع على شاشة مقاس 4.2 بوصة. كما يقدم الجهاز ميزة مستشعر Exmor R التي تسمح بالتقاط صور ثابتة وفيديو فائقة الدقة في الأماكن ذات الإضاءة الخافتة والتي يمكن عرضها على شاشات فيديو عالي الوضوح عن طريق منفذ واجهة متعدد الوسائط عالي الوضوح.

## نظام التشغيل
يعمل الجهاز على نظام تشغيل أندرويد 2.3 المعروف بـ كعكة زنجبيل، والمقدم من شركة جوجل.

## العتاد الصلب Hardware

### المعالج
- المعالج Qualcomm MSM8255 كوالكوم سناب دراغون بقوة 1 جيجاهرتز.

### الذاكرة
- الذاكرة الداخلية 1 جيجابايت متاح منها 320 ميجابايت للمستخدم، مع دعم لذاكرة خارجية MicroSD حتى 32 جيجابايت.
- الذاكرة العشوائية 512 ميجابايت

### الشاشة
- نوع الشاشة LED-backlit شاشة العرض البلوري السائل display قادرة أن تعرض لغاية 16,777,216 لون.
- الأبعاد 4.2 بوصة بدقة 854 × 480 بكسل (بكثافة ~233 ppi).
- تقنية Sony Mobile Bravia Engine لعرض صور تحاكي الواقع.
- دعم اللمس المتعـدد Multi-Touch.
- مزودة بطبقـة زجاجية ضد الخدش Scratch-resistant.

### الكاميرا
- 8.1 ميجابكسـل مع Auto Focus وفلاش LED وحساس وجـوه وابتسامـات.
- Sony's Exmor R لمستشعرات سيموس.[3]
- تصوير فيديـو HD@720 بدقة 30 إطار/ثانيـة.
- بانوراما تحريك ثلاثية الأبعاد.
- عرض للصور، يدعم تنسيقات: